# Heptathela kikuyai
Espèce
Heptathela kikuyai est une espèce d'araignées mésothèles de la famille des Liphistiidae.

## Distribution
Cette espèce est endémique de Kyūshū au Japon. Elle se rencontre dans les préfectures d'Ōita et de Miyazaki.

## Description
Le mâle holotype mesure 11,3 mm et la femelle paratype 10,6 mm.
Les mâles mesurent de 7,90 à 9,40 mm et les femelles de 8,55 à 15,10 mm.

## Systématique et taxinomie
Cette espèce a été décrite par Ono en 1998.

## Étymologie
Cette espèce est nommée en l'honneur de Narayoshi Kikuya.

## Publication originale
- Ono, 1998 : « Spiders of the genus Heptathela (Araneae, Liphistiidae) from Kyushu, Japan. » Memoirs of the National Science Museum, vol. 30, p. 13-27 (texte intégral).